# Дімі
Дімі (груз. დიმი) — село в Грузії.
За даними перепису населення 2014 року в селі проживає 3251 особа.